# Potkozarje (Banja Luka)
Potkozarje (en serbe cyrillique : Поткозарје) est une localité de Bosnie-Herzégovine. Elle est située sur le territoire de la ville de Banja Luka et dans la république serbe de Bosnie. Selon les premiers résultats du recensement bosnien de 2013, elle compte 3 296 habitants.
Avant 1992, Potkozarje portait le nom de Ivanjska.

## Géographie
La localité est située sur les bords de la rivière Ivaštanka ; plusieurs petits ruisseaux arrosent son territoire, dont la plupart se jettent dans cette rivière.

## Histoire
Plusieurs monuments situés sur le territoire de la localité sont inscrits sur la liste provisoire des monuments nationaux de Bosnie-Herzégovine : l'église de l'Assomption de Potkozarje, une église catholique construite en 1884, avec sa maison paroissiale, la chapelle de la Nativité-de-la-Vierge-Marie de Valentići, avec son cimetière, l'église Saint-Roch de Visoka Glavica, avec son cimetière et la chapelle de l'Ascension de Vučica Gaj, avec son cimetière.

## Démographie

### Évolution historique de la population dans la localité
| 1948 | 1953 | 1961  | 1971  | 1981  | 1991  | 2013  |
| ---- | ---- | ----- | ----- | ----- | ----- | ----- |
| -    | -    | 4 857 | 5 062 | 4 953 | 4 577 | 3 296 |

|  |